# Android One 507SH
507SH（ゴマルナナエスエイチ）は、Googleとシャープによって共同開発されたAndroidスマートフォンである。

## 概要
Googleが展開するAndroid Oneブランドのひとつであり、日本で初めて発売された端末である。2016年7月5日に発表し、2016年7月29日に発売が開始された。
外観やスペックは、au向けの2016年夏モデルであるAQUOS U SHV35をベースとする。ワンセグも「苦労して」実装した。ただし、FeliCaは「OSの迅速更新の支障になる」ため非搭載である。
発売から18か月間に最低1回のOSアップデートと、発売から最低2年間のセキュリティのアップデートを毎月提供することを保証している。これは2017年12月頃に「24か月間に最低1回のOSアップデート」「発売から3年間のセキュリティのアップデート」とそれぞれ変更された。

## ソフトウェアアップデート
2019年4月以降、セキュリティのアップデートの場合は配信開始が公表されないため、ここに記載のものがすべてではない。
- 2016年8月29日 - ビルド番号:S0005[7][8]
  - セキュリティの向上
  - SDXCカードフォーマットの修正
- 2016年9月28日 - ビルド番号:S0007[9][10]
  - セキュリティの向上
  - イヤホンマイク接続時に音が聞こえない場合がある事象の改善
- 2016年10月27日 - ビルド番号：S1003[11][12]
  - Android 7.0へのOSバージョンアップ
- 2016年11月29日 - ビルド番号：S1005[13]
  - セキュリティの向上
- 2016年12月19日 - ビルド番号：S1006[14][15]
  - セキュリティの向上
- 2017年1月31日 - ビルド番号：S1103[16]
  - セキュリティの向上
  - Android 7.1.1へのアップデート
- 2017年2月27日 - ビルド番号：S1105[17]
  - セキュリティの向上
- 2017年3月31日 - ビルド番号：S1107[18]
  - セキュリティの向上
- 2017年4月24日 - ビルド番号：S1108[19][20]
  - セキュリティの向上
- 2017年5月22日 - ビルド番号：S1110[21][22]
  - セキュリティの向上
  - 不在着信後にLEDが点滅しない事象の改善
- 2017年6月20日 - ビルド番号：S1111[23]
  - セキュリティの向上
- 2017年7月27日 - ビルド番号：S1112[24]
  - セキュリティの向上
- 2017年8月29日 - ビルド番号：S1113[25][26]
  - セキュリティの向上
  - 発信履歴が正常に表示されないことがある事象の改善
- 2017年9月21日 - ビルド番号：S1114[27]
  - セキュリティの向上
- 2017年10月31日 - ビルド番号：S1115[28]
  - セキュリティの向上
- 2017年11月22日 - ビルド番号：S1116[29]
  - セキュリティの向上
- 2017年12月25日 - ビルド番号：S1117[30]
  - セキュリティの向上
- 2018年1月31日 - ビルド番号：S1118[31]
  - セキュリティの向上
- 2018年3月7日 - ビルド番号：S2005[32][33]
  - Android 8.0へのOSバージョンアップ
  - セキュリティの向上
  - 2018年3月13日、技適マーク等の認証情報が表示できない不具合が見つかり配信を停止した[34]
- 2018年3月29日 - ビルド番号：S2006[35][36]
  - 技適マーク等の認証情報が「設定」から表示できない事象の改善
  - セキュリティの向上
- 2018年4月25日 - ビルド番号：S2007[37][38]
  - セキュリティの向上
- 2018年6月5日 - ビルド番号：S2009[39]
  - セキュリティの向上
- 2018年6月28日 - ビルド番号：S2102[40]
  - Android 8.1へのアップデート
  - 急速充電ができない事象の改善
  - セキュリティの向上
- 2018年7月25日 - ビルド番号：S2104[41]
  - セキュリティの向上
- 2018年8月29日 - ビルド番号：S2106[42][43]
  - セキュリティの向上
- 2018年9月25日 - ビルド番号：S2107[44]
  - セキュリティの向上
- 2018年10月31日 - ビルド番号：S2108[45]
  - セキュリティの向上
- 2018年12月3日 - ビルド番号：S2110[46]
  - セキュリティの向上
- 2018年12月20日 - ビルド番号：S2111[47]
  - セキュリティの向上。
- 2019年1月30日 - ビルド番号：S2113[48][49]
  - セキュリティの向上。
- 2019年2月25日 - ビルド番号：S2114[50][51]
  - セキュリティの向上
- 2019年4月8日頃 - ビルド番号：S2115
  - セキュリティの向上
- 2019年4月12日頃 - ビルド番号：S2116
  - セキュリティの向上
- 2019年5月25日頃 - ビルド番号：S2117
  - セキュリティの向上
- 2019年6月25日頃 - ビルド番号：S2119
  - セキュリティの向上
- 2019年7月22日頃 - ビルド番号：S2120
  - セキュリティの向上
- 2021年12月6日 - ビルド番号：S2122[52]
  - 長期間再起動せずにご利用いただいている場合、まれに緊急通報（110番、118番、119番）に接続できない事象の改善